# Fritz Stüssi (Bauingenieur)

Fritz Stüssi (1955)

Fritz Stüssi (* 3. Januar 1901 in Wädenswil; † 15. März 1981 in Zürich) war ein Schweizer Bauingenieur. Er war von 1937 bis 1966 Professor für Baustatik sowie Hoch- und Brückenbau in Stahl und Holz an der ETH Zürich. Von 1949 bis 1951 war Stüssi Rektor der ETH Zürich.

## Leben
Fritz Stüssi war ältester Sohn des Musikdirektors Fritz Stüssi. Nach der Matura im Jahre 1919 am kantonalen Literargymnasium in Zürich studierte er von 1919 bis 1923 an der ETH Zürich Bauingenieurwesen. Nach zwei Jahren als Assistent bei Arthur Rohn war er ein Jahr in der Stahlbauwerkstätte der AG Conrad Zschokke in Döttingen und ab 1927 drei Jahre bei der Firma W. Koch & Co. in Zürich tätig. Im Juni 1930 promovierte er an der ETH Zürich. Im Jahr 1930 unternahm er eine Studienreise in die USA, wo er bei Othmar Ammann eine Anstellung fand und bei Bauvorhaben wie der Bayonne Bridge mitwirkte. Im Januar 1931 kehrte Stüssi in die Schweiz zurück und war bis September 1936 leitender Ingenieur bei der Eisenbaugesellschaft in Zürich.
1935 wurde er an der ETH Zürich habilitiert. 1936 nahm er an der «Olympiade des Konstruktiven Ingenieurbaus» in Berlin teil. Im selben Jahr gründete er ein Ingenieurbüro. Zum 1. Oktober 1937 folgte die Berufung an die ETH Zürich zum Professor für Baustatik und Brückenbau in Stahl.
Stüssi war vorwiegend theoretisch tätig. Er veröffentlichte sieben Lehrbücher sowie 178 Aufsätze in technischen Zeitschriften, die sich mit Kipp- und Beulproblemen, mit Traglastermittlungen als auch mit Sonderaufgaben des zivilen und militärischen konstruktiven Ingenieurbaues in Stahl, Aluminium und Holz befassen. Stüssi lehnte das Traglastverfahren ab und stritt seit Mitte der 1950er Jahre immer wieder gegen dieses Verfahren z. B. mit Bruno Thürlimann, der ebenfalls Professor an der ETH war.
Zu seinen bekannteren Bauwerken gehört die Wartehalle am Bellevue in Zürich.
Stüssi war ab 1937 Generalsekretär für Stahlbau, ab 1951 Präsident und ab 1966 Ehrenpräsident der Internationalen Vereinigung für Brückenbau und Hochbau (IVBH) und leitete mehrere internationale Kongresse. Er wurde mit sieben Ehrendoktoraten aus drei Kontinenten geehrt. In der Schweizer Armee war Stüssi als Sappeur tätig und war Genie-Chef eines Armeekorps mit dem Grad eines Obersten.
Außerdem wurde er 1966 mit der Wilhelm-Exner-Medaille ausgezeichnet.